# Keelung
Ne doit pas être confondu avec New Taipei.
Keelung (chinois traditionnel : 基隆市 ; pinyin : Jīlóng, Pe̍h-ōe-jī : Ke-lâng) est une ville provinciale de république de Chine (Taïwan).
Située dans le Nord-Est de l'île de Taïwan, à proximité de Taipei, la capitale, c'est le deuxième port du pays, après Kaohsiung, et le chef-lieu du district de Zhongzheng. D'après le recensement de 2004, sa population est de 392 403 habitants. Elle a connu une croissance extrêmement rapide pendant les deux derniers siècles : c'était un village de seulement 700 habitants en 1840. Toutefois, depuis le début des années 1970, sa population n'a que très modestement augmenté.
Du 1er octobre 1884 au mois de juillet 1885, Keelung a été occupée par les troupes françaises. Le gouverneur fut le vice-amiral Amédée Courbet.

## Nom
D’après d’anciens livres de comptes chinois, la côte nord de Taïwan s’appelait à l’origine Pak-kang (chinois : 北港, Pe̍h-ōe-jī : Pak-káng). Au début du XXe siècle, la ville était connue en Occident sous le nom de Kelung, ou de ses variantes Kiloug, Kilang et Keelung. En 1903, dans son œuvre Histoire générale de Formose, le consul américain sur l’île James W. Davidson indique que « Kelung » fait partie des rares noms suffisamment connus pour justifier une absence de romanisation japonaise alternative.
Les habitants de Taïwan ont longtemps appelé la ville Kelang (en chinois : 雞籠, Pe̍h-ōe-jī : Ke-lâng/Koe-lâng ; littéralement « poulailler »). Ce nom pourrait provenir d’une montagne voisine dont la forme évoque une cage à poule, ou bien dériver des noms des premiers habitants de la région, comme cela est fréquent dans les appellations des villes taïwanaises. Les aborigènes vivant dans la région de keelung faisaient partie du peuple Ketagalan, et les premiers colons Han ont probablement prononcé « Ketagalan » en Ke-lâng.
En 1875, sous la dynastie Qing, un nouveau nom officiel est donné (chinois traditionnel : 基隆 ; pinyin : Jīlóng ; litt. « lieu prospère »). En mandarin, la langue de travail de l’administration de l’époque, l’ancien et le nouveau nom se prononçaient Kīlóng (d’où « Keelung »).
Pendant la colonisation japonaise (1895-1945), le nom de la ville est simplement romanisé en Kīrun, sous une forme compréhensible par les Japonais.
En mandarin standard, qui devient la langue officielle de Taïwan après son retour au sein de la république de Chine, le nouveau nom est prononcé Jīlóng (le changement phonétique de [k] à [tɕ], noté ‹ j ›, est dû à une évolution du dialecte de Pékin). Toutefois les locaux continuent d’appeler la ville Ke-lâng.

## Histoire
Keelung est à l’origine la terre des Ketagalan, une tribu aborigène taïwanaise. L’expédition espagnole à Formose au début du XVIIe siècle marque son premier contact avec l’Occident. En 1624, les Espagnols construisent San Salvador de Quelung, un fort servant d’avant-poste pour les Indes orientales espagnoles, alors que le nord de Taïwan est intégré dans la Formose espagnole. De 1642 à 1661 et entre 1663 et 1668, Keelung est sous contrôle hollandais. La compagnie néerlandaise des Indes orientales s’empare du fort espagnol San Salvador de Santissima Trinidad. Ils en réduisent la taille et le renomme Fort Noort-Hollant. Les Hollandais ajoutent trois fortifications mineures à Keelung, ainsi qu’une école et un prieuré.
Quand le loyaliste Koxinga s’empare des possessions hollandaises dans le sud de Taïwan après le siège de Fort Zeelandia, la garnison des forts de Keelung s’enfuient de l’île pour se réfugier dans les comptoirs commerciaux néerlandais au Japon. Les Hollandais reviennent en 1663 et accroissent les fortifications de la ville. Cependant, les échanges entre la Chine Qing et Keelung sont décevants et en 1668, ils abandonnent définitivement la ville après avoir subi des attaques d’aborigènes.

### Dynastie Qing

#### Première guerre de l’opium
Vu l’importance stratégique et commerciale de Taïwan, les Britanniques pensent s’emparer de l’île en 1840 et en 1841. En 1840, durant la première guerre de l’opium, les défenses de Keelung sont transférées de Sheliaodao à Ershawan et Sanshawan. Yao Ying, un administrateur, et Dahungga, un commandant, reçoivent l’ordre de construire un réseau de huit forteresses à proximité des actuels Fuxing Hall et Sansha. En septembre 1841, le navire britannique Nerbudda fait naufrage près du port de Keelung à la suite d’un typhon. Le brick Ann s’échoue également en mars 1842. La plupart de l’équipage est alors composée de lascars indiens. Les survivants sont transférés par les autorités jusqu’à la capitale Tainan. Les commandants Qing, Ta-hung-ah et Yao Ying, envoient un rapport fallacieux à l’empereur, affirmant avoir défendu l’île contre des attaques dirigées contre le fort de Keelung. En octobre 1841, le HMS Nimrod jette l’ancre à Keelung alors qu’il cherche des rescapés du naufrage du Nerbudda. Après avoir appris que les survivants ont été capturés, le capitaine Joseph Pearse ordonne le bombardement du port et détruit 27 canons avant de partir à Hong Kong. La plupart des survivants (environ 130 du Nerbudda et 54 de l’Ann) sont exécutés à Tainan en août 1842 lors de l’incident du Nerbudda.
En 1863, l’empire Qing ouvre Keelung comme port de commerce et la ville se développe rapidement grâce à l’abondance de produits comme l’or et le charbon dans la région. En 1875, la préfecture de Taipeh est instituée, incluant Keelung. En 1878, la sous-préfecture de Keelung est créée.

#### Guerre franco-chinoise
Durant la guerre franco-chinoise (1884-85), les Français essaient d’envahir Taïwan durant la campagne de Keelung. La flotte française détruit la forteresse d’Ershawan qui garde le port et s'empare de la ville. Les troupes sont débarquées afin de marcher sur Taipei. Mais Liu Mingchuan, qui dirige la défense de l’île, recrute des aborigènes pour grossir ses forces composées de soldats chinois afin de repousser le corps expéditionnaire français mené par le colonel Jacques Duchesne. La flotte française est repoussée lors de la bataille de Tamsui, pendant que les Qing immobilisent l’armée à Keelung. Après huit mois de campagne, les Français abandonnent la place. Aujourd'hui un cimetière militaire français abrite les restes des soldats du corps expéditionnaire.

#### Dynastie Qing tardive
La guerre franco-chinoise a mis en évidence l’importance stratégique de Keelung dans le réseau défensif de Taïwan. Après la création de la province de Taïwan, le gouverneur Liu Mingchuan fait appel au technicien allemand Baons pour planifier et concevoir des forteresses à l’occidentale autour de la ville. Le fort Shawan est construit sur la côte avec une faible puissance de feu et une courte portée. Le fort Ershawan, rebâti, est relocalisé au sommet d’une colline.

### Domination japonaise
Le traité de Shimonoseki, en 1895, cède Taïwan au Japon. Un plan en cinq phase de développement du port de Keelung est mis en place, et en 1916 le volume de marchandise qui transite par la ville est supérieur à celui des ports de Tamsui et de Kaohsiung. Keelung devient un des principaux ports de Taïwan, notamment grâce aux échanges avec le Japon. En 1896, l’administration japonaise établi une route maritime régulière entre Keelung et Kobe. Les Japonais fondent la Taiwan Power Company et construisent la première centrale thermique de l’île entre février 1937 et avril 1939 dans les environs de Keelung.
Keelung est gouvernée en tant que ville de Kīrun (基隆街), district de Kīrun, préfecture de Taihoku en 1920 et devient une ville distincte en 1924. La bataille du Pacifique est engagée en 1941 et Keelung devient une cible de choix pour les Alliés, qui bombardent massivement la ville.

### République de Chine
Après la rétrocession de Taïwan à la république de Chine en octobre 1945, Keelung devient une ville provinciale de la province de Taïwan. Le gouvernorat de la ville de Keelung travaille de concert avec l’agence portuaire pour reconstruire la ville et le port, si bien qu’en 1984, Keelung devient le 7e plus important port de conteneurs du monde.

## Géographie
La ville de Keelung est située au nord de l’île de Taïwan. Elle occupe une superficie de 132,76 km² et est séparée du comté voisin par une chaîne de montagne à l’est, à l’ouest et au sud. La partie nord de la ville fait face à l’océan.

### Climat
Le climat de Keelung est humide subtropical d’après la classification de Köppen, avec des précipitations annuelles moyennes de 3700 millimètres. Elle est considérée comme étant une des villes les plus humides et les moins ensoleillées du monde, notamment à cause du courant de Kuroshio. Les hivers sont courts et chaud, tandis que les étés sont longs, chauds et pluvieux. Sa localisation sur les pentes nord des montagnes fait que les pluies sont plus importantes en automne et en hiver. Le brouillard est particulièrement important en hiver et au printemps.

## Administration
Le district de Zhongzheng est le siège du gouvernorat de la ville de Keelung et du Conseil de la ville de Keelung. Le maire actuel est Lin Yu-chang du Parti démocrate progressiste, élu une première fois en 2014 et réélu en 2018.

### Division administrative
Keelung est subdivisé en 7 districts (區 Qu)
|                     | District | Population (en 2020) | Superficie (en km²) |
|                     |          |                      |                     |
| Zhongzheng (中正區) | 51 372   | 10,2118              |                     |
| Zhongshan (中山區)  | 46 740   | 10,5238              |                     |
| Ren'ai (仁愛區)     | 43 238   | 4,2335               |                     |
| Xinyi (信義區)      | 52 790   | 10,6706              |                     |
| Anle (安樂區)       | 82 346   | 18,0250              |                     |
| Nuannuan (暖暖區)   | 38 566   | 22,8283              |                     |
| Qidu (七堵區)       | 53 740   | 56,2659              |                     |

## Démographie et culture

### Festivals
Un des plus importants festivals de Taïwan est le festival des fantômes de la mi-été, lié aux croyances taoïstes des « trois yuan ». Le festival des fantômes de Keelung est un des plus vieux de l’île, datant de 1851. Sous le règne de l’empereur Qianlong, des habitants de Zhangzhou et de Quanzhou, en Chine continentale, émigrent à Keelung. À cause de disputes territoriales, des droits de passages et autres sources de tensions, ces immigrés prennent les armes les uns contre les autres. Durant la première année du règne de Xianfeng (1851), un conflit provoque la mort de 108 personnes. Afin d’empêcher une telle situation de se reproduire, les anciens transfèrent les dépouilles dans le cimetière Kaiji Laodagong (aujourd’hui sanctuaire Kaiji Laodagong) et demande d’honorer un sacrifice pour les morts. Les sacrifices ne doivent pas seulement se faire en mémoire de ceux qui sont mors lors des conflits armés, mais aussi envers ceux qui ont péri en voulant débarquer à Taïwan et ceux qui sont morts en se rebellant contre les Hollandais, les Espagnols ou les Français. Depuis 1855, les clans locaux accueillent la cérémonie à tour de rôle, en espérant affermir leurs liens et en remplaçant les conflits armés par le « din-tao » (une parade durant laquelle une partie des participants est déguisée en divinités mineures, quand l’autre bat des tambours et frappe des gongs).

## Économie
L’extraction de charbon a atteint un pic en 1968 et depuis périclite. La cité s’est développée rapidement et son port est un des plus importants d’Asie du Sud-Est.

## Éducation
L’éducation à Keelung est assurée par le département d’éducation du gouvernorat de la ville de Keelung.

### Universités
Keelung possède plusieurs universités, comme la National Taiwan Ocean University, l’Institut de management et de santé Ching Kuo et l’Institut technologique Chungyu.

## Attractions touristiques

### Port
Port de pêche Bisha

### Parcs
parc Chung Cheng (en) et parc insulaire Heping

### Centres culturels
Embrace Cultural and Creative Park et Keelung Cultural Center

### Musées
National Museum of Marine Science and Technology

### Bâtiments historiques
Fort Baimiweng, Fort Dawulun, Fort Gongzi Liao, phare de Pengjia, cimetière français de Keelung

## Urbanisme
Keelung comprend deux gratte-ciel dont le plus haut et le plus ancien est le Crown Commercial Building construit en 2001.

## Transports

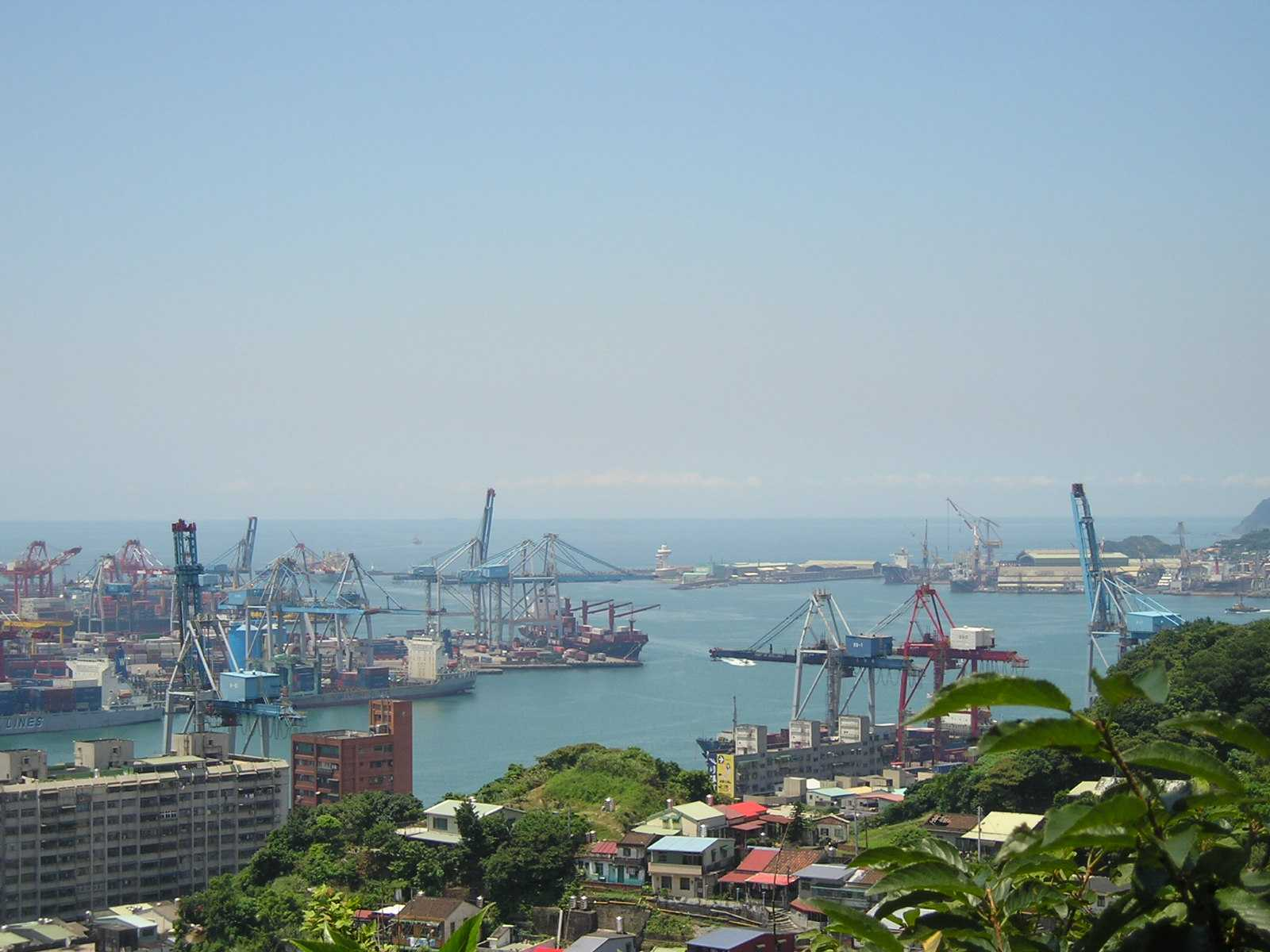
Le port de commerce

### Ferroviaire
L’administration ferroviaire de Taïwan possède plusieurs gares dans la ville : Badu station, Baifu station, Keelung station, Nuannuan station, Qidu station et Sankeng station.

### Maritime
Le deuxième plus important port de Taïwan, le port de Keelung, est situé dans la ville. Il relie la ville avec les îles Matsu et Xiamen.

## Personnalités liées à Keelung
- Chen Ti, tennisman

- Zero Chou, réalisatrice

- Jiang Yi-huah, premier ministre de la république de Chine

- Show Lo, acteur et chanteur

- Danson Tang, chanteur et mannequin

- Yi Huan, dessinatrice de manhua

- Feng-hsuing Hsu, informaticien

- Hsie Zhen-Wu, présentateur télévisé